# Białe-Szczepanowice
Białe-Szczepanowice – wieś sołecka w Polsce położona w województwie mazowieckim, w powiecie ostrowskim, w gminie Boguty-Pianki.
W latach 1975–1998 miejscowość administracyjnie należała do województwa łomżyńskiego.
Wierni Kościoła rzymskokatolickiego należą do parafii św. Apostołów Piotra i Pawła w Czyżewie.

## Historia
W I Rzeczypospolitej Białe należały do ziemi nurskiej.
Pod koniec wieku XIX folwark w powiecie ostrowskim, gmina Kamieńczyk Wielki, parafia Czyżew, należący do księdza Augusta Wawrowskiego (wcześniej do Bartholdich). Rozległy na 360 morgów ziemi dobrej, pszennej i w kulturze. Właściciel posiadał również zgrabny pałacyk, utrzymany w guście szwajcarskiego szaletu i pięknie utrzymany a rozległy park.
W latach 1921–1931 wieś leżała w województwie białostockim, w powiecie ostrołęckim, w gminie Boguty.
Według Powszechnego Spisu Ludności z 1921 roku wieś zamieszkiwało 127 osób w 20 budynkach mieszkalnych. Miejscowość należała do parafii rzymskokatolickiej w Czyżewie. Podlegała pod Sąd Grodzki w Czyżewie i Okręgowy w Łomży; właściwy urząd pocztowy mieścił się w Czyżewie.
W wyniku napaści ZSRR na Polskę we wrześniu 1939 miejscowość znalazła się pod okupacją sowiecką. Od czerwca 1941 roku pod okupacją niemiecką. Od 22 lipca 1941 do 1945 włączona w skład Landkreis Lomscha, Bezirk Bialystok III Rzeszy.
W latach 1975–1998 miejscowość administracyjnie należała do województwa łomżyńskiego.

## Obiekty użyteczności publicznej
- Szkoła Podstawowa w Białych-Szczepanowicach

## Obiekty zabytkowe
- krzyż przydrożny, żeliwny, ażurowy z 1890 r.[12]